# Cotton Mather

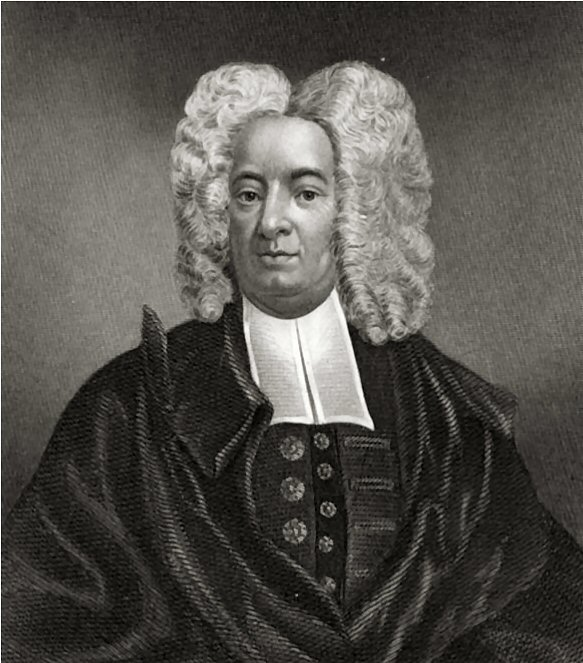
Cotton Mather

Cotton Mather (geboren am 12. Februar 1663 in Boston, Massachusetts Bay Colony; gestorben am 13. Februar 1728 ebenda) war ein puritanischer Theologe, kongregationalistischer Geistlicher, Gelehrter und Autor. Er war intellektuell und politisch eine der bedeutendsten Figuren der dritten englischen Siedlergeneration in Neuengland.

## Leben und Werk
Cotton Mather war der Sohn von Increase Mather, ein Neffe von Samuel Mather und Enkel von John Cotton und Richard Mather, die ihrerseits zu den führenden Köpfen der ersten und zweiten Puritanergeneration in Boston gehörten. Mit nur zwölf Jahren begann er, in Harvard in Cambridge (Massachusetts) Theologie für das Pfarramt zu studieren, denn er beherrschte die griechische und lateinische Sprache, und sein Vater war der Präsident des College. Seinen Bachelor erhielt er bereits mit fünfzehn Jahren, mit achtzehn den Master. 1680, mit siebzehn Jahren, hielt er vor der Gemeinde seines Vaters in der Bostoner Old North Church seine erste Predigt, und 1685 konnte er die Kanzel dieser Kirche übernehmen. Er trat also ganz in die Fußstapfen seiner Vorfahren. In die Politik der Kolonien mischte er sich ab 1688 ein; nach der Absetzung König James II. war er einer der Rädelsführer einer erfolgreichen Revolte gegen Edmund Andros, den königlichen Statthalter in den neuenglischen Kolonien.
In mehr als 450 Büchern, Traktaten und Pamphleten schrieb Mather gegen die Aufweichung des orthodoxen Puritanismus und die Säkularisierung der amerikanischen Kolonien an. 1692 war er bei den Hexenprozessen von Salem zwar nicht im Richterkollegium vertreten, beeinflusste aber mit seinen Ratschlägen viele Schuldsprüche. Seine unnachgiebige Haltung bei den Prozessen verteidigte er 1693 in seiner Schrift Wonders of the Invisible World (deutsch: Wunder der unsichtbaren Welt). In diesem an Joseph Glanvills Sadducismus Triumphatus (1682) angelehnten Werk verlieh er seinem Glauben an das Wirken von Hexen und anderen Sendboten Satans in der Welt Ausdruck.
Trotz seines Mitwirkens bei den Hexenprozessen war Mather in anderen Angelegenheiten ein durchaus fortschrittlicher und wissenschaftlicher Gelehrter. So veröffentlichte er 1716 eine Studie über die Hybridisierung verschiedener Maissorten; auch befürwortete er allgemeine Variolationen gegen Pocken. 1721 setzte er sich während der Pockenepidemie in Boston mit dem Bostoner Arzt Zabdiel Boylston für diese Art der Impfung ein, sodass ihnen heftiger Widerstand entgegenschlug. Dies gipfelte in einem missglückten Anschlag eines radikalen Impfgegners auf ihn. Über die Inoculations-Verweigerer schrieb er: „Sie ereifern sich, sie wüten, sie ergehen sich in Blasphemie, nicht nur wie Idioten, sondern wie Wahnsinnige.“
Dank seiner Curiosa Americana, die 1712–24 erschien, wurde er in die Royal Society in London aufgenommen. Seine Essays To Do Good von 1684 haben vermutlich Benjamin Franklins sozialreformerische Aktivitäten inspiriert. Gleichzeitig war Mather nicht gegen den Sklavenhandel mit Indianern und Afrikanern, er beschäftigte auch Sklaven in seinem Haus und versuchte, diese Praxis mit biblischen Begründungen zu verteidigen.

### Magnalia Christi Americana
Um 1693 begann Mather mit der Arbeit an seinem Hauptwerk Magnalia Christi Americana, die bis heute als Krönung der neuenglischen Geschichtsschreibung gilt. Die sieben Bücher der Magnalia erschienen 1702 in London als voluminöses Folio; die zahlreichen Biografien der geistlichen und weltlichen Führer der neuenglischen Kolonien, Darstellungen der Kirchengeschichte, der Geschichte des Harvard College und weltlicher Belange wie der Indianerkriege machen die Magnalia zu einer wichtigen Quelle für die Geschichtsforschung. Aber bereits Zeitgenossen erschien das Werk als allzu pedantisch und überbordend. In England, wo sich der Puritanismus seit der Restauration als politische und religiöse Kraft erschöpft hatte, wurde Mathers Werk eher als Anachronismus wahrgenommen; allein die presbyterianisch dominierte Universität Glasgow ehrte ihn 1710 mit einem Doktorgrad. Die Kritik gegenüber der Magnalia richtete sich zum einen gegen die schwülstige Fülle von Zitaten und Verweisen auf die Bibel und klassische Motive, aber auch gegen Mathers Verquickung von Heils- und  Weltgeschichte. Auch in Neuengland wandten sich Mathers Zeitgenossen zunehmend weltlichen Dingen zu, und Thomas Prince verdrängte Mather mit seiner nüchterneren Chronological History of New England in the Form of Annals (1736–55) als Exeget der neuenglischen Geschichte.
Erst 1820 besorgte Thomas Robbins, der Bibliothekar der Connecticut Historical Society, eine erste amerikanische Ausgabe, die sich langsam, aber stetig verkaufte; eine zweite Auflage erschien 1853. Diese amerikanischen Auflagen lenkten das Augenmerk der amerikanischen Romantiker wie Nathaniel Hawthorne, Herman Melville und insbesondere Ralph Waldo Emersons auf Mather. Kritiker wie Sacvan Bercovitch haben in der Rezeption von Mathers Werk dieser Zeit die Kontinuität puritanischer Wesenszüge in der amerikanischen Geistesgeschichte aufgezeigt. Sie konstatierten, dass Mather in seiner heilsgeschichtlichen Überhöhung der neuenglischen Geschichte als amerikanischer Geschichte, eben der Christi Americana, den seit der Gründung der Kolonien vorherrschenden Erwählungsglauben der neuenglischen Puritaner nicht nur bestärkt habe, sondern ihm eine spezifisch amerikanische Prägung verliehen habe. Mather erscheint so als ebenso früher wie repräsentativer Vertreter des Exzeptionalismus, der in der amerikanischen Geistesgeschichte bis heute wirkt.

## Familie
Cotton Mather war verheiratet mit Abigail Phillips, Elizabeth Clark Hubbard und Lydia George, die ihn überlebte. Insgesamt entstammten 15 Kinder aus den drei Ehen, aber nur zwei überlebten ihn.

## Schriften (Auswahl)
- Diary of Cotton Mather, 1681–1724
- An Essay for the Recording of Illustrious Providences, 1684.
- The Wonders of the Invisible World, 1692.
- Case of Conscience Concerning Evil Spirits Personating Men, 1693.
- A Good Master Well Served: A Brief Discourse on the Necessary Properties & Practices of a Good Servant in Every-Kind of Servitude, 1696.
- Magnalia Christi Americana, London 1702.
- In The Negro Christianized, 1706.
- Bonifacius, or Essays to Do Good, 1710.
- Curiosa Americana, 1712–1724.
- Christian Philosopher, 1721.
- Manuductio ad Ministerium, 1726.

## Darstellung im Film
In der US-amerikanischen Serie Salem wird Mather von dem Schauspieler Seth Gabel gemimt.